# Болл, Зои
Зо́и Луи́з Болл-Кук (англ. Zoë Louise Ball-Cook; род. 23 ноября 1970, Блэкпул, Ланкашир, Англия, Великобритания) — английская актриса, кинопродюсер, журналистка, телеведущая, радиоведущая и диджей.

## Биография
Зои Луиз Болл родилась 23 ноября 1970 года в Блэкпуле (графство Ланкашир, Англия, Великобритания) в семье Джонни и Джулии Болл, которые развелись, когда девочке было 2 года.
Работала на «BBC Radio 1», где познакомилась со своим будущим мужем. Работала на «BBC Radio 2 Breakfast Show» в сентябре 2012 года. Также снималась в кино, но наиболее известна как DJ.
С 20 августа 1999 года Зои замужем за музыкантом Fatboy Slim (род.1963), с которым они расставались в 2003 году, но позже вновь сошлись. У супругов есть двое детей — сын Вуди Фред Кук (род.15.12.2000) и дочь Нелли Мэй Лоис Кук (род.14.01.2010).